# Jason Slater
Jason Slater (ur. 8 marca 1971, zm. 9 grudnia 2020) – amerykański producent muzyczny, autor tekstów, basista.
Jason Slater był basistą i jednym z założycieli rockowej grupy Third Eye Blind powstałej w San Francisco. Z zespołu jednak odszedł już po pierwszym roku jego istnienia, po nagraniu pierwszego demo w 1994 roku. Następnie współpracował z zespołami takimi jak Snake River Conspiracy, Microdot, Revenge of the Triads czy rap-rockowym projektem Brougham. Wyprodukował  cztery albumy zespołu Queensrÿche.

## Biografia
Dorastał w Palo Alto w Kalifornii. Zmarł 9 grudnia 2020 roku z powodu niewydolności wątroby w szpitalu w Maui na Hawajach.

## Dyskografia
- Interstate '76 – Interstate '76 (producent; 1997)
- Le Cock Sportif – Brougham (producent, tekściarz, basista; 2000)
- Sonic Jihad – Snake River Conspiracy (producent, tekściarz, basista; 2000)
- Letting Go – Earshot (producent; 2002)
- Metafour – Slaves on Dope (producent, mix; 2003)
- Hooray for Dark Matter – Enemy (ft. Troy Van Leeuwen; producent, dźwiękowiec, tekściarz; 2005)
- Operation: Mindcrime II – Queensrÿche (producent; 2005)
- Lethal Agenda – Temple of Brutality (producent; 2006)
- American Soldier – Queensrÿche (producent; 2009)
- Dedicated to Chaos – Queensrÿche (producent; 2011)
- Frequency Unknown – Queensrÿche (producent; 2013)